# 25. ceremonia wręczenia Orłów
25. ceremonia wręczenia Orłów za rok 2022, odbyła się 6 marca 2023 roku.
Polskie Nagrody Filmowe zostały wręczone w 19 kategoriach. Po raz kolejny ceremonię transmitowała telewizja Canal+
Do tej edycji Orłów kandydowały 73 polskie filmy (oraz ich twórcy), które w okresie od 1 stycznia do 31 grudnia 2022 roku, były filmami kinowymi trwającymi co najmniej 70 minut oraz były wyświetlane przynajmniej przez tydzień na otwartych, płatnych pokazach.

## Laureaci

### Najlepszy film
- IO
  - Silent Twins
  - Kobieta na dachu
  - Chleb i sól
  - Johnny

### Najlepsza reżyseria
- Jerzy Skolimowski – IO
  - Damian Kocur – Chleb i sól
  - Aleksandra Terpińska – Inni ludzie
  - Anna Jadowska – Kobieta na dachu
  - Agnieszka Smoczyńska – Silent Twins

### Najlepszy film europejski
(Kraj produkcji • Reżyser – Tytuł)
- • Giuseppe Tornatore –  Ennio
  -  • Pedro Almodóvar – Matki równoległe
  -  • Joachim Trier –  Najgorszy człowiek na świecie
  -  • Jacques Audiard –  Paryż 13 dzielnica
  -  • Gaspar Noé –  Vortex

### Najlepszy film dokumentalny
- Lombard reż. Łukasz Kowalski
  - Anioły z Sindżaru reż. Hanna Polak
  - Pisklaki reż. Lidia Duda
  - Silent Love reż. Marek Kozakewicz
  - Syndrom Hamleta reż. Elwira Niewiera, Piotr Rosołowski

### Odkrycie roku
- Damian Kocur – Chleb i sól (reżyseria)
  - Damian Kocur – Chleb i sól (scenariusz)
  - Jakub Skoczeń – Chrzciny (reżyseria)
  - Aleksandra Terpińska – Inni ludzie (reżyseria)
  - Daniel Jaroszek – Johnny (reżyseria)

### Najlepszy filmowy serial fabularny
- Wielka woda – reż. Jan Holoubek, Bartłomiej Ignaciuk, scen. Kasper Bajon, Kinga Krzemińska, prod. Telemark dla Netflix
  - Królowa – reż. Łukasz Kośmicki, scen. Arni Olafur Asgeirsson, Kacper Wysocki, Otto Geir Borg, prod. Opus TV dla Netflix
  - Kruk, sezon 3 – reż. Maciej Pieprzyca, Adrian Panek, scen. Jakub Korolczuk, prod. Opus TV dla CANAL+ Polska
  - Minuta ciszy –  reż. Jacek Lusiński, scen. Jacek Lusiński, Szymon Augustyniak, prod. Aurum Film dla CANAL+ Polska
  - Odwilż – reż. Xawery Żuławski, scen. Marta Szymanek, Piotr Szymanek, prod. Magnolia Films dla HBO Europe

### Najlepsze kostiumy
- Dorota Roqueplo – Brigitte Bardot cudowna
  - Anna Englert – Apokawixa
  - Agata Culak – Broad Peak
  - Dominika Gebel – Chrzciny
  - Katarzyna Lewińska – IO
  - Dorota Roqueplo – Marzec ’68
  - Małgorzata Zacharska – Orzeł. Ostatni patrol
  - Katarzyna Lewińska – Silent Twins
  - Anna Englert – Śubuk

### Najlepsza główna rola męska
- Dawid Ogrodnik – Johnny
  - Ireneusz Czop – Broad Peak
  - Tomasz Schuchardt – Chrzciny
  - Jacek Beler – Inni ludzie
  - Piotr Trojan – Johnny

### Najlepsza główna rola kobieca
- Dorota Pomykała – Kobieta na dachu
  - Katarzyna Figura – Chrzciny
  - Agnieszka Grochowska – Fu*king Bornholm
  - Sandra Drzymalska – IO
  - Małgorzata Gorol – Śubuk

### Najlepsza muzyka
- Paweł Mykietyn – IO
  - Marek Napiórkowski – Bejbis
  - Bartłomiej Gliniak – Marzec ’68
  - Marcin Macuk, Zuzanna Wrońska – Silent Twins
  - Adrian Konarski – Szczęścia chodzą parami
  - Maciej Zieliński – Święta inaczej

### Najlepsza charakteryzacja
- Liliana Gałązka – Johnny
  - Agnieszka Jońca – Brigitte Bardot cudowna
  - Katarzyna Wilk – Broad Peak
  - Liliana Gałązka, Ludmiła Krawczyk – Marzec ’68
  - Dariusz Krysiak – Orzeł. Ostatni patrol
  - Tomasz Matraszek – Prorok

### Najlepsza scenografia
- Marcelina Początek-Kunikowska – Orzeł. Ostatni patrol
  - Aleksandra Klemens – Chrzciny
  - Mirosław Koncewicz – IO
  - Anna Pabisiak – Kobieta na dachu
  - Ewa Skoczkowska – Marzec ’68

### Najlepszy dźwięk
- Radosław Ochnio, Michał Fojcik – Orzeł. Ostatni patrol
  - Adam Szmit, Michał Bagiński – Chrzciny
  - Zofia Moruś, Marek Polenda – Cicha ziemia
  - Radosław Ochnio, Marcin Matlak, Marta Weronika Werońska – IO
  - Sebastian Brański, Wojciech Mielimąka, Filip Krzemień – Johnny
  - Marcin Ejsmund, Mirosław Makowski – Marzec ’68
  - Marcin Lenarczyk, Maria Chilarecka – Silent Twins
  - Marcin Kasiński, Kacper Habisiak, Tomasz Wieczorek – Śubuk

### Najlepszy montaż
- Agnieszka Glińska – IO
  - Wojciech Włodarski – Apokawixa
  - Magdalena Chowańska – Inni ludzie
  - Piotr Wójcik, Bartłomiej Piasek – Orzeł. Ostatni patrol
  - Agnieszka Glińska – Silent Twins

### Najlepsze zdjęcia
- Michał Dymek – IO
  - Łukasz Gutt – Broad Peak
  - Tomasz Woźniczka – Chleb i sól
  - Jolanta Dylewska – Orzeł. Ostatni patrol
  - Kuba Kijowski – Silent Twins

### Najlepsza drugoplanowa rola kobieca
- Maria Pakulnis – Johnny
  - Matylda Damięcka – Apokawixa
  - Maja Ostaszewska – Broad Peak
  - Magdalena Koleśnik – Inni ludzie
  - Aleksandra Konieczna – Śubuk

### Najlepsza drugoplanowa rola męska
- Andrzej Seweryn – Śubuk
  - Sebastian Fabijański – Apokawixa
  - Andrzej Konopka – Chrzciny
  - Grzegorz Damięcki – Fu*king Bornholm
  - Mateusz Kościukiewicz – IO

### Najlepszy scenariusz
- Jerzy Skolimowski, Ewa Piaskowska – IO
  - Damian Kocur – Chleb i sól
  - Aleksandra Terpińska – Inni ludzie
  - Maciej Kraszewski – Johnny
  - Anna Jadowska – Kobieta na dachu
  - Jacek Lusiński, Szymon Augustyniak – Śubuk

### Osiągnięcia życia
- Jan A.P. Kaczmarek (nagroda przyznana 1 marca 2023)

### Nagroda Publiczności
- Johnny, reż. Daniel Jaroszek

## Podsumowanie liczby nominacji
Produkcje z największą liczbą nominacji (powyżej dwóch):
- 11 – IO
- 8 – Johnny
- 7 – Silent Twins
- 7 – Chrzciny
- 6 – Orzeł. Ostatni patrol
- 6 – Chleb i sól
- 6 – Śubuk
- 6 – Inni ludzie
- 5 – Kobieta na dachu
- 5 – Broad Peak
- 5 – Marzec ’68
- 4 – Apokawixa